# Sidi Lantri
Sidi Lantri là một đô thị thuộc tỉnh Tissemsilt, Algérie. Dân số thời điểm năm 2002 là 4.945 người.